# 欧州旗

欧州旗、縦横2:3の比率

欧州旗の描き方

欧州旗（おうしゅうき）は、長方形の青地に、円環状に配置された12個の金色の星で構成される旗であり、ヨーロッパのシンボルである。
最初にこの欧州旗が定められたのは欧州評議会（COE）においてである。しかしこの旗はもともとCOEの旗としてではなくヨーロッパ全体を代表するシンボルとする意図を持って定められ、欧州連合（EU）といった特定の組織が独占使用することにはCOEは否定的であった。その後1985年にミラノで開かれた欧州理事会において、欧州旗をEUの旗として使用することが合意された。
青地は青空を表し、星の描く円環はヨーロッパの人々の連帯を表す。12個という星の数は最初から決まっていたもので、「完璧」と「充実」を表し、加盟国の数を表すものではなく今後とも増えたり減ったりすることはない。

## 起源と利用
この旗は元来、1955年12月8日、欧州評議会によって、アイルランド首席紋章官のジェラルド・スレヴィン (Gerard Slevin) の案が採用されたものである。
欧州評議会は当初からこの旗を、他のヨーロッパ統合を目指す地域内組織に使用してもらいたいと望んでいた。1983年4月11日、まず欧州議会がこの旗を採用した。次いで、ヨーロッパの経済統合を進めた欧州共同体 (EC) はこの旗を1986年5月26日にシンボルとして採用した。1992年、マーストリヒト条約によって欧州共同体に代わり政治的統合を求めて発足した欧州連合（EU）もこの旗を採用した。それ以来、欧州旗の利用方法などは欧州連合と欧州評議会の共同で管理されている。欧州連合は、1950年5月9日に欧州石炭鉄鋼共同体（ECSC）設立のきっかけとなったシューマン宣言が発表されたことを、欧州統合の第一歩として記念し5月9日をヨーロッパ・デーと定めており、この日は加盟各国の各地で欧州旗が飾られる。
欧州旗は、「欧州憲法」の条文中で公式な法的地位が与えられるはずであった。しかし欧州憲法条約の批准失敗により、各国の首脳たちはこれに代わる改革条約の中からは公式な旗や歌の制定など国家の憲法を思わせる条項を排除した。欧州議会は欧州のシンボルについて条約で言及することを支持していたが、これが排除されたことに対抗して、欧州議会が欧州旗などのシンボルをより積極的に使用するよう提案した。ドイツ選出の議員ヨー・ライネン（Jo Leinen）は、欧州議会が再びシンボルの使用においてさきがけの役割を果たすべきことを示唆した。
欧州連合の各組織・機関が独自のロゴを定めている中、行政執行機関である欧州委員会は欧州旗のみをシンボルとしている。また欧州連合は域内で発行される運転免許とナンバープレートに欧州旗のデザインを使うほか、ユーロ採用各国で発行されるすべての紙幣（ユーロ紙幣）の表面に欧州旗は描かれ、12個の星はユーロ硬貨に表されている。
欧州旗は加盟国の首脳会議である欧州理事会の議長の公式演説の際には必ず使われなければならず、また議長による欧州連合非加盟国への公式訪問の際にもしばしば使われる。また欧州理事会メンバーである各国首脳たちの中には、自国内での公式な場でも自国旗とともに欧州旗を使用する独自のルールを定めているところもある。また加盟国の役所や警察に国旗と同様に掲げられている場合もある。欧州旗の使用の際、欧州連合や欧州評議会の目的や原則に相容れない目的での欧州旗の使用はしてはならない。
欧州旗は欧州連合のみならず、広くヨーロッパを代表するシンボルとして扱われている。青と黄色の配色や12個の星は、欧州のスポーツや政治経済などを扱う様々な組織や各種イベントのシンボルマークにも応用されている。また汎ヨーロッパ主義や欧州志向・西側支持を表すシンボルとして欧州連合の内外で使われている（例えば、グルジアのバラ革命ほか旧ソ連諸国での民主化運動など）。2000年代前後に制定されたボスニア・ヘルツェゴビナの国旗やコソボの国旗は、強いEU志向を反映して欧州旗に似たデザインや色を採用している。

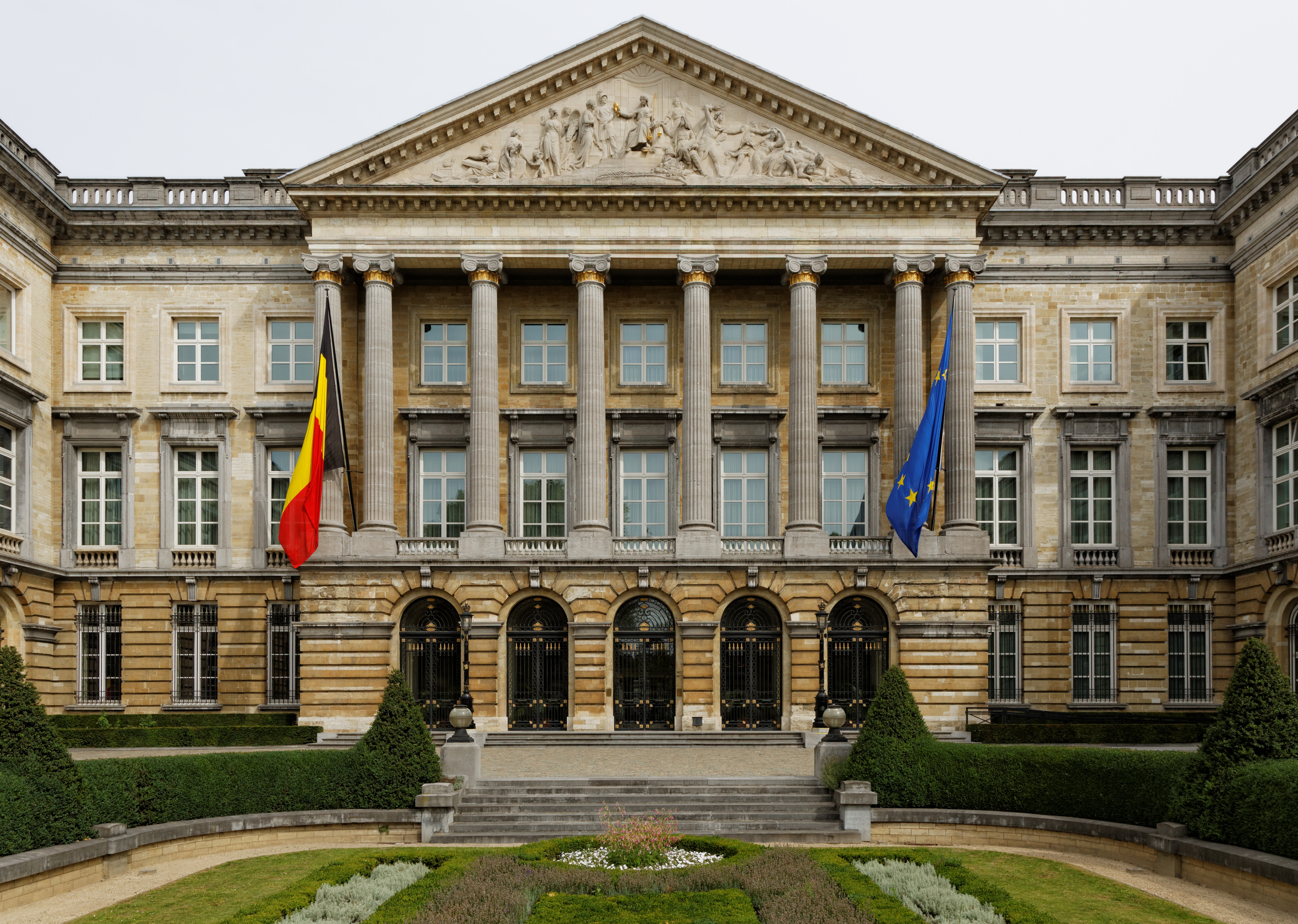
国旗と欧州旗を並べて掲げるベルギーの連邦議会（2013年）
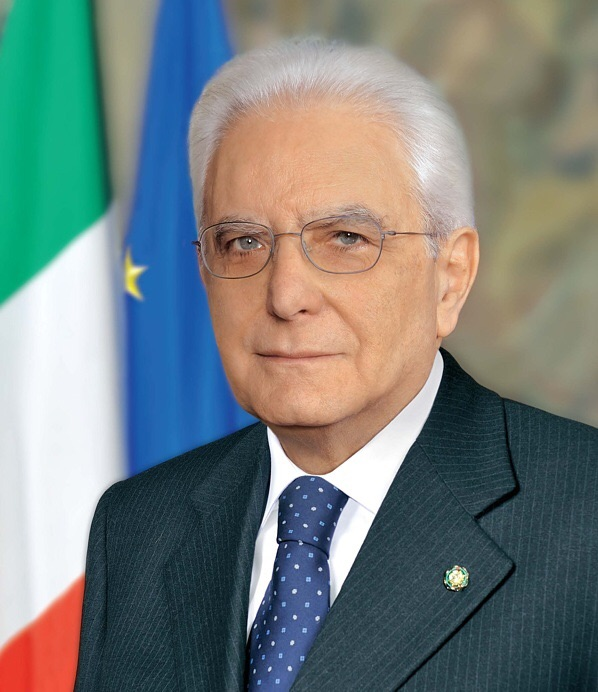
国旗と欧州旗を背景とするイタリアのマッタレッラ大統領の公式写真（2015年）
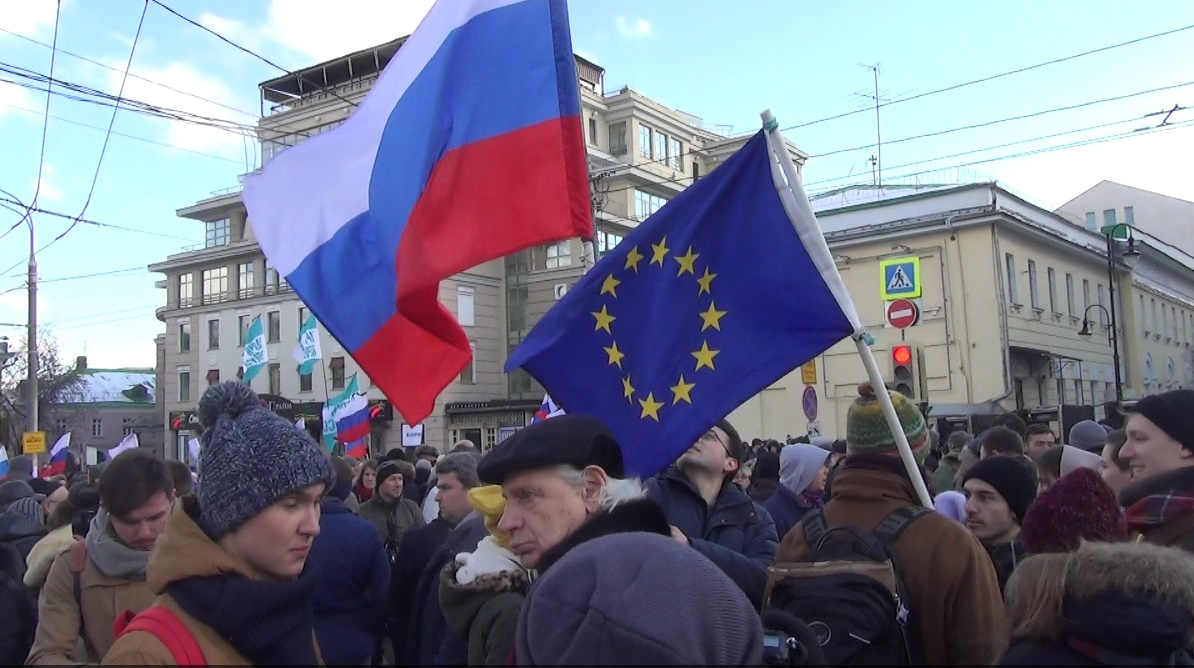
暗殺された反政府野党政治家のボリス・ネムツォフを追悼するロシアのデモ（2016年）
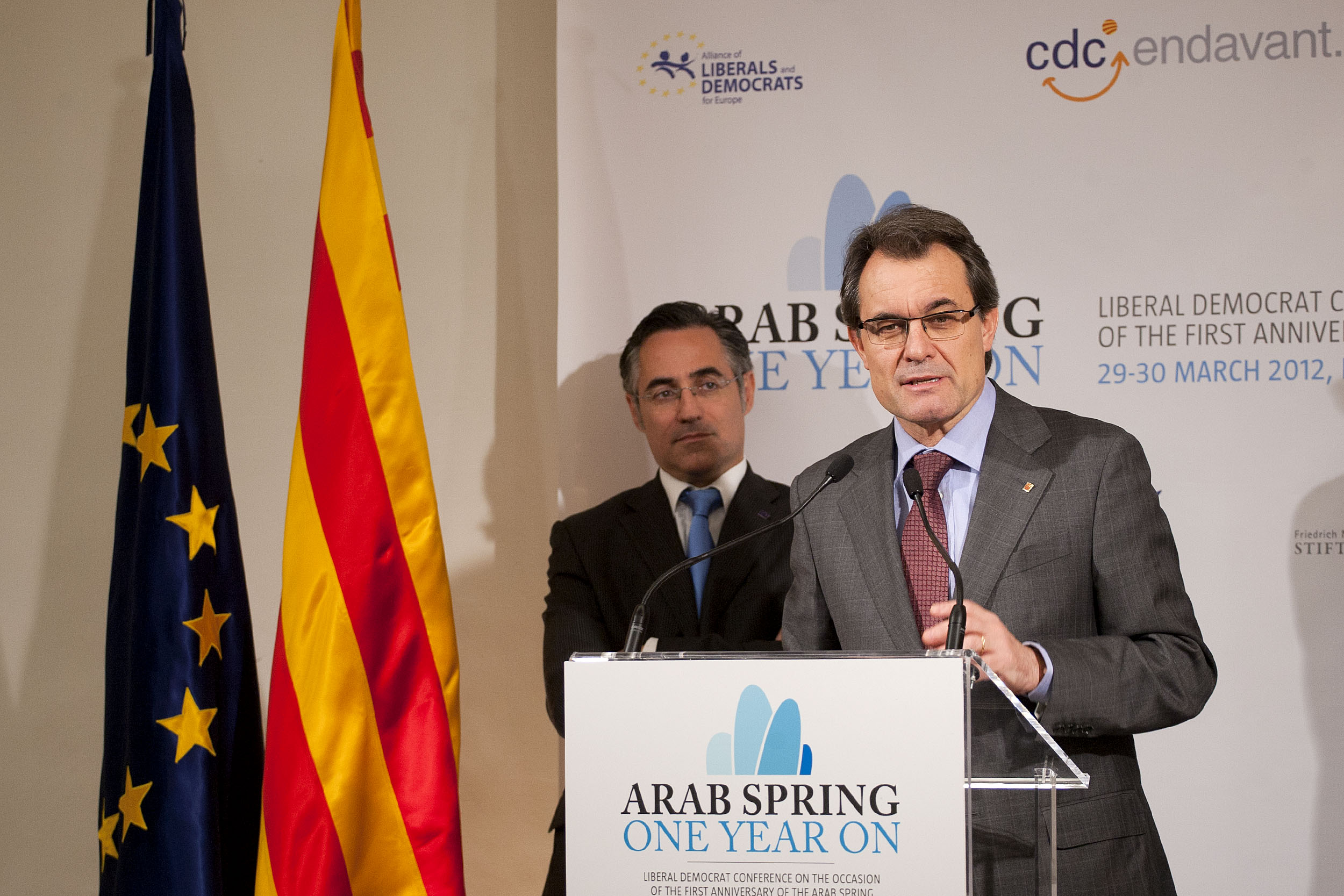
スペインの国旗を飛ばしてカタルーニャの旗と欧州旗を並べることでカタルーニャ独立運動の主張が示されている（2012年）

## 星の数について
星の数は12個に固定されており、欧州連合の加盟国数とは関係づけられていない。（1986年－1995年の間は、EC/EUの加盟国数と星の数が一致していた。）
星の数に関してはこのような話がある。旗のデザインを協議していた1953年、欧州評議会の加盟メンバーであった国と地域は15あった。旗を決める際、「星の数を15個とし、星の一つ一つが現状の各加盟メンバーを表し、星の数は将来の加盟メンバーの増減にかかわらず変更しないこととする」という提案があったが、これが議論を呼んだ。西ドイツは、加盟メンバーの中にその帰属が議論の対象となっていたフランス保護領ザールがあることから、西ドイツとザールが別々の星として表現される案に反対し、星はその表す地域の「主権」の意味を含むようにしようと提案した。今度はフランスが星を14個とすることに反対し、それはザールの西ドイツへの吸収を意味すると抗議した。言い伝えでは、ここでイタリア代表が、15個でも14個でもだめだとすると13個となるが、それは（キリスト教圏においては）不吉な数であり、また初期のアメリカ国旗が13個の星を円形にあしらっていたので、（欧州統合がアメリカ一極集中に対抗する目的であるにもかかわらず）デザインが同じになってしまうと反対したという。
そこで政治的に問題のない星の数として、また同時に完全と無欠 (perfection and completeness) のシンボル数として、結果として「12」という数が採用された。
12という数には、西ユーラシア・地中海世界のさまざまな文化と伝統で次のような特別な意味があるため、欧州旗の星の数が12であるということはヨーロッパの伝統に連なるものといえる。
- 黄道の十二星座（十二宮）
- 時計の十二の時刻
- 一年の十二の月
- キリストの十二使徒
- 『皇帝伝』の十二人のローマ皇帝（スエトニウスの『ローマ皇帝伝』から）
- オリュンポスの十二神
- ローマ法の十二表法（ローマ法）

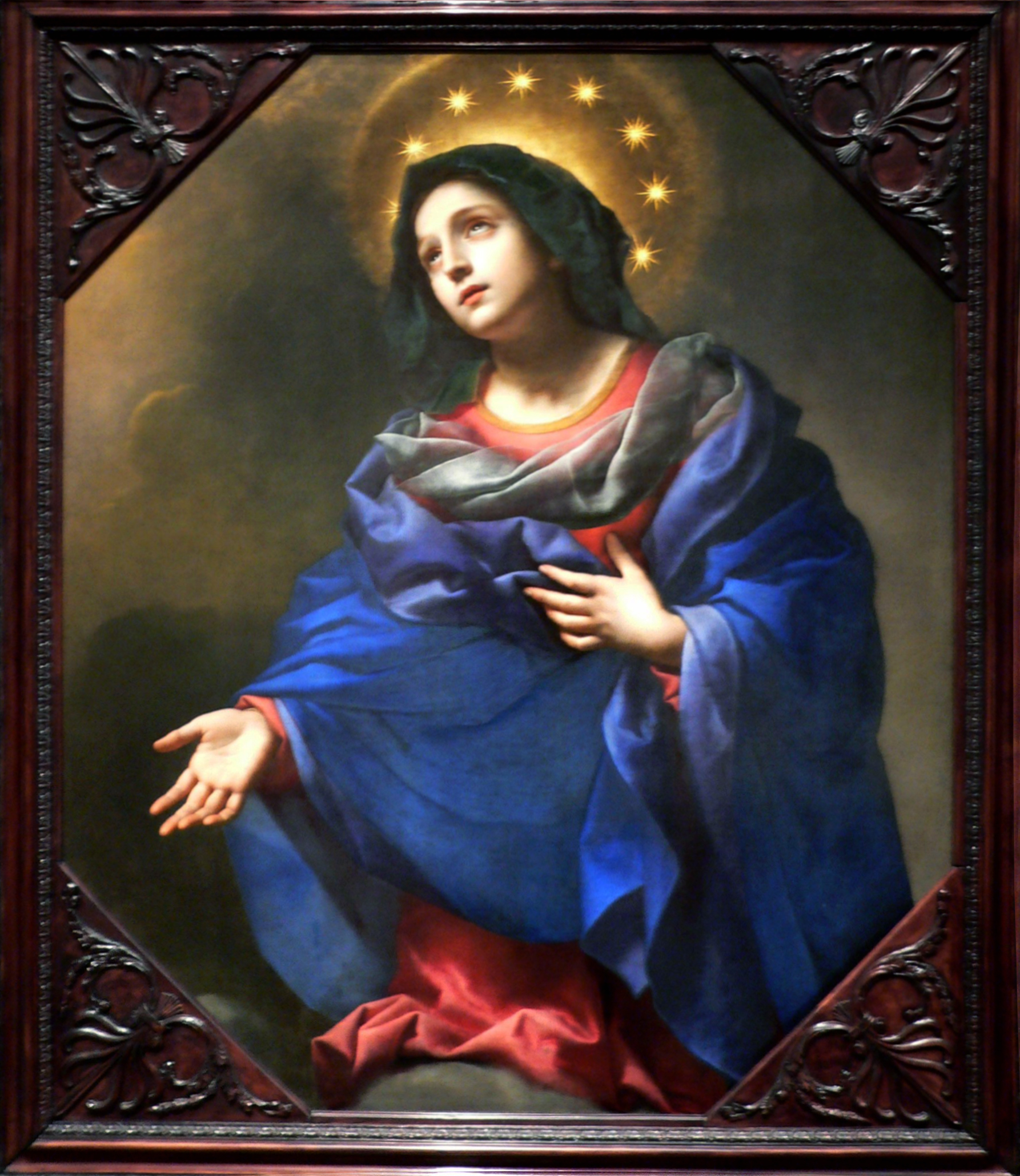
『Madonna in Glory』、カルロ・ドルチ、1670年頃

一方、12個の星の数は、そこにより深い隠された意味を求める、根拠のない多くの主張や陰謀論を生んだ。たとえば、カトリック美術に描かれる、聖母マリアの頭の後ろにある12個の星が輪になって連なった後光と関連付けられ、そこから欧州統合の目的はカトリックの復権や神聖ローマ帝国再建である、などといった反バチカン的陰謀論につながることがある。興味深いことに、いくつかの頑固なキリスト教系宗教団体は、星の輪がバビロニア神話の「天后 (Queen of Heaven)」イシュタルを表すとして、EUの背後に異教的な動きがあることの証明だという正反対の主張をしている。1955年に欧州旗のデザインを手がけたアルセーヌ・ハイツ (Arsène Heitz) はヨハネの黙示録の一節、『一人の女が太陽を着て、足の下に月を踏み、頭に十二の星の冠を戴いていた。』（第12章の1）にインスパイアされたと認めている。しかし、欧州連合は、これら聖書に関する噂を公式に「ただの伝説」と否定している。

## 色彩
|              | 青                                     | 金                  |
| ------------ | -------------------------------------- | ------------------- |
| RGB          | 0/51/153                               | 255/204/0           |
| 十六進記数法 | 003399                                 | FFCC00              |
| パントーン   | Reflex Blue                            | Yellow              |
| CMYK         | 100% Process Cyan, 80% Process Magenta | 100% Process Yellow |

## よくあるデザインのミス
次のものは、欧州旗を描いたり掲揚したりする時によくある間違いである。五芒星をデザインとして採用する旗は多いが、国・地域によって配置の仕方が微妙に異なるためである。

この旗は、星を見れば分かるとおり上下が逆である。
輪をなす星の頂点がすべて外側を向いており不正確である。中国の五星紅旗などと異なり、星はすべて同じ方向に（2点を下に、頂点を上に）向けなければならない。
星の位置が違う。星は時計の文字盤上に表される時刻の数字と同じように、すなわち円の垂直方向・水平方向に四つの星の重心が来るよう配置されなければならない。

## その他の欧州旗
欧州評議会以外に、ヨーロッパの他の国家間組織も「ヨーロッパを代表する旗」を制定していたが、最初にそうした旗を制定した大きな組織は1952年に設立された欧州石炭鉄鋼共同体（ECSC）であった。ECSCは1958年のブリュッセル万博でECSCの旗を公開した。
この旗は上半分が青、下半分が黒になっており、それぞれ3つの星が横に並んでいた。青は鉄を、黒は石炭を表し、6つの星はECSCを構成する6カ国を表していた。2002年にECSC条約が失効すると、この旗は欧州旗に置き換えられた。
欧州議会も独自の旗を制定していた。欧州旗にならって青と黄色の色を使っていたが、12個の星の代わりに、青地の中央に黄色で「欧州議会」の頭文字である「EP」（英語）と「PE」（フランス語）が上下に並べて書かれ、その周りは円形の花輪で囲まれていた。

?欧州石炭鉄鋼共同体が使用していた旗（星が6個のバージョン、1958年から1973年まで）
?欧州石炭鉄鋼共同体が使用していた旗（星が9個のバージョン、1973年から1981年まで）
?欧州石炭鉄鋼共同体が使用していた旗（星が10個のバージョン、1981年から1986年まで）
?欧州石炭鉄鋼共同体が使用していた旗（星が12個のバージョン、1986年から2002年まで）
?欧州議会の以前の旗

### 初期のデザイン

国際汎ヨーロッパ連合の旗

欧州統合運動（European Movement）の旗

ECSCや欧州議会の公式旗のほかにも、「ヨーロッパの旗」には様々な代案があった。青地にオレンジの円と赤い十字の国際汎ヨーロッパ連合の旗をヨーロッパのシンボルとして使う案は、そのキリスト教色の強さから、欧州評議会の初期からのメンバーだったトルコにより退けられた。また、白地に旗の大きさいっぱいの緑色の「E」の字を書いた欧州統合運動（European Movement）の旗を使用する案もあった。
オリンピック旗を基にして、青地に銀色の八つの輪を組み合わせたデザインも考えられたが、銀の輪が「電話のダイヤル」に見えたり「鎖」や「ゼロ」を意味するように見られたりするおそれから退けられた。カール・ワイデル・レイモンのデザイン案は青地に大きな黄色い星一つをあしらったものだったが、1830年代に存在したテキサス共和国の国旗や、コンゴ自由国・ベルギー領コンゴに使われていた国旗に似ているとの理由で退けられた。

### 近年のデザイン

レム・コールハース提案の旗

2001年、オランダの建築家レム・コールハースとその建築設計事務所OMAは、欧州委員会委員長のロマーノ・プローディとベルギー首相のギー・フェルホフスタットに招かれ、ニース条約が調印されブリュッセルが公式にEUの首都となるにあたり、首都として何が必要かを話し合った。その席上、プローディらとの話が「ヨーロッパの多様性と統一を表すように、欧州連合のブランドを再定義すること」に及んだ際、コールハースとAMO（OMAのシンクタンク部門）はEUの古いシンボルを捨て「新たな視覚言語」を作るよう提案した。そのビジュアルを模索する中で、コールハースはバーコードのデザインを応用する案を出した。従来の欧州旗は加盟国が増えても星は12個のままだが、コールハースのデザインでは新しい欧州旗はEU構成国15カ国の国旗を横に並べ縦に引き伸ばしてカラフルな色の帯をなすものであり、将来加盟国が増加するとその国旗の色を横へ継ぎ足してゆくようになっていた。
この新欧州旗案はEUやその他の組織により公式に採用されることはなかったが、2006年にオーストリアが欧州連合理事会議長国となった際、議長国ロゴにコールハースとAMOのデザイン（加盟国がさらに10カ国増えたことを反映したデザイン）が採用された。